# توماس جبريل فيشر
توماس جبريل فيشر هو عازف قيثارة ومغني سويسري، ولد في 19 يوليو 1963 في زيورخ في سويسرا.

## وصلات خارجية
- توماس جبريل فيشر على موقع ميوزك برينز (الإنجليزية)
- توماس جبريل فيشر على موقع أول ميوزيك (الإنجليزية)
- توماس جبريل فيشر على موقع ديسكوغز (الإنجليزية)